# نورتون (ماساچوست)
نورتون(به انگلیسی: Norton) شهرکی در شهرستان بریستول ایالت ماساچوست می‌باشد که در سال ۱۷۱۱ بنیان‌گذاری شده‌است. این شهرک در سرشماری سال ۲۰۱۰ میلادی، ۱۹٬۰۳۱ نفر جمعیت داشته‌است.